# Jaklin Balázs
Elefánti Jaklin Balázs (Muraszombat, 1644. szeptember 8. – Bécs, 1695. október 17.) nyitrai püspök és királyi tanácsos.

## Élete
Muraszombati (Vas vármegye) származású, valószínűleg szlovén nemzetiségű neve alapján. Előbb a Pázmáneumon tanult, majd 1663. december 28-ától a Collegium Germanicum Hungaricum növendéke lett. 1667. szeptember 20-án mint pap tért haza. 1668. május 22-én szenci plébános, 1673. március 10-én pozsonyi, 1674. április 22-én esztergomi kanonok lett. 1676. április 22-én barsi főesperessé, 1679. június 29-én Szent Györgyről nevezett préposttá, és savniki apáttá nevezték ki. 
1683-ban Petneházy Dávid kurucai elhurcolták Káda Istvánnal együtt Nagyszombatról Lévába, ahol végül megszöktek. 1684. január 16-án éneklő-, 1685. szeptember 25-én olvasókanonok lett. 1687. szeptember 25-én nagyprépost, augusztus 9-én szkardonai, 1688. január 16-án kinevezett, majd november 29-én fölszentelt tininni püspök, ugyanazon évben szentbenedeki címzetes apáttá nevezték ki. 1690. június 10-én pilisi apát lett és a királyi kancellári méltóságot nyerte el, melyet 1695-ig töltött be. 
1691. március 14-én nyitrai megyés püspök lett. Jaklin Balázs és Jaklin Miklós 1691-ben a nyitrai Zobor hegyen kolostort alapítottak a kamalduliaknak, mely 1695-ben készült el és a rend eltöröltetése idejéig (1782) bírta a szerzet. Felépíttette a mocsonoki templomot is, valamint főoltárt készíttetett a nagyszombati templomba is. A véghelyek fenntartására adta a püspökség területén fellelhető összes gabona és bor egyharmadát. Kinevezéseinek helyei összefüggnek szláv származásával, gyakran kellett pásztorkodnia horvát és szlovák hívek felett.

## Művei
- Regulai, avagy rend-tartási, Tek. es Nemes Nagy-Szombath Városában lévő Nagy Bóldog Asszony Congregatiojának Sz. Miklós Püspök és Confessor Templomában, Néhai Mélt. Forgacs Ferencz Cardinál, és Esztergomi Érsek-által rendeltetett, ötödik Pál pápátúl adatot Indulgentiákkal, és Búcsúkkal, Más hozzá tartozandó szép Imádságokkal ki-szedetet aitatosságok, Nagy-Szombat, 1684
- A halálnak mérge, melyet az itt való életünknek nyomorúságos völgyében, és süppedékes mocsarában megunalkodott, s magának legjobb részt eszessen választó Tekintetes és Nagyságos Gróff Paloczai Anna Mária Asszony a Tek. és Mélt. Gróff Battyani Kristóff Uram, a Nemes Vas Vármegye Feö-Ispannya, és koronás Királyunk ő Felsége Tanács ... szerelmes Házastársa, élete fogytával meg Kostolt és Elő nyelven ki-magyarázott Nemet Ujvárat ... 26. Nov. 1686. (Uo.). Egy példánya megvan az egyház-karcsai (Pozsonym.) plébánia könyvtárában
- Keserves Gyasz, Mellyet A Nemes Mayar Orszag Posonyi Gyáleseben Midőn az irigy Halál A Tekéntetet és Nagyságos Gróff Trakostyani Draskovich Miklost Ország Biráját ... Az élő-közűl véletlenül ki-ragatta vólna, Posonban Sz. Martony öreg Templomában Szent András Havának huszon hetedik napján ezer hat száz nyolczvan hetedik esztendőben Temetesi pompás Tiszteletek-között Elő nyelvel, halotti dicsérettel ékessitett... Uo. 1687
- Az Örök Dücsőségre nyugosztoló álom által Tülünk el vált, de dicséretes cselekedeteinek emlékezetiben velünk élő Mélt. es Nagys. Groff Szent Mihály Czobor Ádám Fölséges Romai Császár és Magyar Király hadi Generalissa, Tanacsa ... Nyugodalma: Mellyet a Halottitisztességek között élő Nyelvel magyarázott... Holiczban die 11. Febr. 1692. Bécs (Eddig egyetlen ismert példánya Szilágyi Istvánnál van Máramaros-Szigeten.)

Levele Szobotin Jánoshoz 1691. nov. 29. Bécsből (Századunk 1842. 73. sz.)